# Émirat du Nedjd
 (décembre 2024).
Si vous disposez d'ouvrages ou d'articles de référence ou si vous connaissez des sites web de qualité traitant du thème abordé ici, merci de compléter l'article en donnant les références utiles à sa vérifiabilité et en les liant à la section « Notes et références ».
1824–1891
Entités précédentes :
- Empire Ottoman

Entités suivantes :
- Émirat de Haïl
- États de la Trêve

L'émirat du Nedjd (en arabe إمارة نجد, ‘Imārat Najd), qui fut le deuxième État saoudien, était un royaume arabe de la dynastie Al Saoud, laquelle avait pris le contrôle de la majeure partie de la péninsule d'Arabie entre 1824 et 1891.
Il naquit de la reconquête de Riyad, six ans après la victoire des Turcs et des Égyptiens sur l'émirat de Dariya lors de l'expédition du Najd menée par Ibrahim Pacha en 1818.

## Histoire
Le premier à tenter de restaurer le pouvoir saoudien après la chute de l'émirat de Dariya en 1818, fut Mishari ibn Saoud, un frère du dernier dirigeant de Diriyah, Abdullah ibn Saoud. Mais il fut rapidement capturé par les Égyptiens et tué. En 1824, Turki ibn Abdullah ibn Muhammad, petit-fils du premier imam saoudien Mohammed Ibn Saoud qui avait réussi à échapper à la capture par les Égyptiens, a pu expulser les forces égyptiennes et leurs alliés locaux de Riyad et de ses environs. Il est généralement considéré comme le fondateur de la deuxième dynastie saoudienne ainsi que comme l'ancêtre des rois d'Arabie saoudite. Il a fait sa capitale à Riyad et a pu faire appel aux services de nombreux proches qui avaient échappé à la captivité en Égypte, dont son fils Fayçal ben Turki Al Saoud.
Turki a été assassiné en 1834 par Mishari ibn Abdul-Rahman, un cousin éloigné. Mishari a été bientôt assiégé à Riyad et plus tard exécuté par Faisal, qui est devenu le dirigeant le plus en vue du deuxième règne des Saoudiens. Faisal, cependant, fait de nouveau face à une invasion du Nedjd par les Égyptiens quatre ans plus tard. La population locale n'a pas voulu résister, et Faisal a été vaincu et emmené en Egypte comme prisonnier pour la deuxième fois en 1838.
Les Égyptiens ont installé Khalid ibn Saoud, dernier frère survivant d'Abdullah ibn Saoud ibn Abdul-Aziz un arrière petit-fils de Muhammad ibn Saoud, avait passé de nombreuses années à la cour égyptienne, en tant que dirigeant à Riyad et l'avait soutenu avec les troupes égyptiennes. En 1840, cependant, des conflits extérieurs obligèrent les Égyptiens à retirer toute leur présence dans la péninsule arabique, laissant Khalid avec peu de soutien. Considéré par la plupart des habitants comme rien de plus qu'un gouverneur égyptien, Khalid a été renversé peu de temps après par Abdullah ibn Thunayan, de la branche collatérale d'Al Thunayan. Faisal, cependant, avait été libéré cette année-là et, aidé par les dirigeants d'Al Rashid de Ha'il, a pu reprendre Riyad et reprendre son règne, nommant plus tard son fils. Abdallah ibn Faisal ibn Turki comme héritier présumé, et a divisé ses dominions entre ses trois fils Abdullah, Saud ibn Faisal ibn Turki et Muhammad.
À la mort de Faisal en 1865, Abdallah a pris le pouvoir à Riyad mais a été bientôt contesté par son frère, Saoud. Les deux frères ont mené une longue guerre civile, au cours de laquelle ils ont échangé plusieurs fois le pouvoir à Riyad. Un vassal des Saoudiens, Muhammad ibn Abdallah ibn Rashid de Ha'il, en a profité pour intervenir dans le conflit et accroître son propre pouvoir. Peu à peu, Ibn Rashid a étendu son autorité sur la majeure partie du Nedjd, y compris la capitale saoudienne, Riyad. Ibn Rashid a finalement expulsé le dernier dirigeant saoudien, Abdul-Rahman ibn Faisal, du Nedjd après la bataille de Mulayda en 1891.
Ainsi prit fin le deuxième État saoudien. Le troisième, l'actuel royaume d'Arabie saoudite, fut une nouvelle fois restauré en 1902.

## Imams
- Turki bin Abdullah bin Muhammad (en) : 1819-1820 (première fois)
- Turki bin Abdullah bin Muhammad (en) : 1824-1834 (seconde fois)
- Mushari ibn Abd al-Rahman ibn Mushari (ru) : 1834-1834 (usurpateur)
- Faisal bin Turki bin Abdullah Al Saoud : 1834-1838 (première fois)
- Khalid ibn Saud ibn Abd al Aziz (en) : 1838-1841
- Abdallah ibn Thunayan ibn Ibrahim ibn Thunayan ibn Saoud (en) : 1841-1843
- Faisal bin Turki bin Abdullah Al Saoud : 1843-1865 (seconde fois)
- Abdallah ibn Faisal ibn Turki (en) : 1865-1871 (première fois)
- Saoud ibn Faisal : 1871-1871 (première fois)
- Abdallah ibn Faisal ibn Turki : 1871-1873 (deuxième fois)
- Saoud ibn Faisal : 1873-1875 (seconde fois)
- Abdul Rahman bin Faisal : 1875-1876 (première fois)
- Abdallah ibn Faisal ibn Turki : 1876-1889 (troisième fois)
- Abdul Rahman bin Faisal : 1889-1891 (seconde fois)

## Sources et liens externes
- (en) Cet article est partiellement ou en totalité issu de l’article de Wikipédia en anglais intitulé « Emirate of Nejd » (voir la liste des auteurs).
- (fr) Jacques Benoist-Méchin, Ibn Séoud ou la naissance d'un royaume, Complexe, 1991,  (ISBN 2-87027-412-2) Une partie du livre peut-être consultée sur Google Books
- (fr) Olivier Da Lage, Géopolitique de l'Arabie saoudite, Complexe, Bruxelles, 2006,  (ISBN 2870276222) Une partie du livre peut-être consultée sur Google Books
- (en) «The First and Second Saudi States» saudiaramcoworld.com